# Prix Lorenzo-Natali
Pour les articles homonymes, voir Natali.
Le prix Lorenzo-Natali est un prix créé en 1992 par la Commission européenne pour récompenser les journalistes engagés pour les droits de l'homme, la démocratie et le développement. Initialement destiné aux journalistes de presse écrite, il s'est ouvert à la radio et à la télévision en 2008. Ce prix récompense les meilleurs journalistes professionnels pour leur contribution remarquable à l'information sur les questions de développement.

## Historique
Lorenzo Natali (1922-1990), né à Florence, est un homme politique italien, membre du Parti Démocrate-chrétien. En 1976, le gouvernement le désigne comme membre de la Commission européenne. À partir de 1977 et jusqu'en 1989, il est régulièrement vice-président de la Commission. Dans ce cadre, il est responsable des politiques de la coopération et du développement dans la première Commission Delors (1985-1989).

## Fonctionnement
Au sein de la Commission européenne, c'est la Direction générale Développement et Relations avec les Etats d'Afrique, des Caraïbes et du Pacifique (DG DEV) qui est chargée de l'organisation du prix.
Selon le règlement du prix, « Les candidats soumettent un travail journalistique ou extrait d'une série de travaux (ex. un article ou programme d’une série) sur un même sujet qui est axé sur les Droits de l'Homme et/ou la Démocratie et/ou le Développement. Ce travail doit avoir pour cadre le monde en développement. »
Jusqu'en 2018, trois prix ont été attribués dans chacune des cinq régions suivantes : Afrique, Amérique latine et Caraïbes, Asie-Pacifique, Europe, Maghreb et Moyen-Orient. Depuis 2019, trois prix sont désormais attribués : Grand Prix, Prix Europe, Meilleur journaliste émergent.

## Lauréats
En 2009, le lauréat du grand prix est le journaliste Yee-Chong Lee, qui a enquêté durant un mois dans la province de Sichuan après le séisme du 12 mai 2008, en Chine.
En 2019, Glenda Girón Castro, Zoé Tabary et Sébastien Roux ont été choisis parmi plus de 1 200 candidats. La cérémonie de remise des prix s'est déroulée à Bruxelles lors des Journées européennes du développement (JED) 2019. Les journalistes lauréats dans chacune des trois catégories se sont penchés sur les questions suivantes : les incidences du VIH sur les possibilités d'emploi au Salvador, la crise climatique en Mauritanie et la façon dont un groupe de femmes rurales y fait face, et la manière dont la jacinthe d'eau, une plante invasive, est transformée en «or vert» au Bénin.